# Johan Magnus Lang
Johan Magnus Lang, född 27 april 1795 i Västra Hoby socken,Malmöhus län,  död 18 september 1855 i Lund, var en svensk dansmästare vid Lunds universitet.

## Biografi
Johan Lang var son till kronolänsmannen Johan Peter Lang och dennes hustru Cecilia Böös. När dansmästaren vid Lunds universitet Bengt Esping avled 1817 tog Lang över som tjänsteförrättande dansmästare, och utnämndes nästföljande år till ordinarie innehavare av posten, en post som han kom att inneha i 35 år. Dansskolan var och förblev under Langs dansmästartid emellertid i dåligt skick - till skillnad från både fäkt- och kapellmästaren saknade Lang en särskild lokal för undervisningen och fick istället bekosta den själv, och den för dansundervisningen nödvändiga utrustningen var antingen obefintlig eller mycket sliten. En bild av dansskolans sorgliga tillstånd ges av en av Lang författad inlaga till universitetet år 1822, i vilken han bad om medel till "nödige Bänkar, ryggstöd, stänger och ett rymligt skåp med hyllor, i hvilket sednare Eleverna hade mellan öfningstimarne att insätta sina skor". Till råga på allt utbetalades Langs lön sällan eller inte alls; 1822 utfick han endast en fjärdedel av lönen. När Lang tog avsked från dansmästaretjänsten 1853 ansågs posten omodern; det gamla aristokratiska bildningsidealet där det ansågs självklart att universiteten skulle lära ut dans till studenterna hade ersatts med ett borgerligt dito, i vilket det inte fanns utrymme för dansövningar i universitetets regi.  Dansmästarposten återbesattes inte, och Lang blev därför Lunds universitets siste dansmästare.
Johan Magnus Lang gifte sig den 22 oktober 1824 i Västra Hoby med Philippina Bertledt, och avled endast två år efter sitt avsked, den 18 september 1855.

### Otryckta källor
- Landsarkivet i Lund, Död- och begravningsbok för Lunds domkyrkoförsamling 1844-1861, F I:4 (Aktuellt uppslag)
- Landsarkivet i Lund, Födelse- och dopbok för Västra Hoby församling 1769-1821, C I:2 (22) (82)